# Hagnau am Bodensee
Hagnau am Bodensee – miejscowość i gmina w Niemczech, w kraju związkowym Badenia-Wirtembergia, w rejencji Tybinga, w regionie Bodensee-Oberschwaben, w powiecie Jezioro Bodeńskie, wchodzi w skład związku gmin Meersburg.

## Współpraca
Miejscowości partnerskie:
- Altnau, Szwajcaria
- Güttingen, Szwajcaria
- Münsterlingen, Szwajcaria
- Reit im Winkl, Bawaria